# Wunderwerk

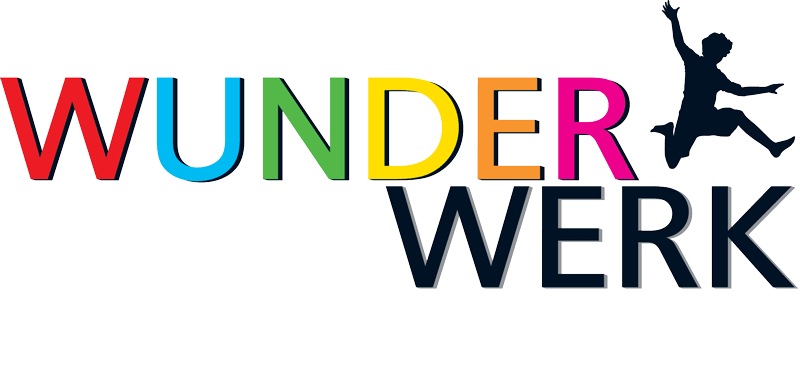
Logo De Wunderwerk GmbH

Wunderwerk GmbH es una compañía productora alemana de programas infantiles localizada en Unterföhring y con una sede en Hamburgo. La empresa, fundada en 2009, produce películas de animación, obras en imagen real y series.

## Filmografía (selección)

### Películas
- 2005 Felix - Ein Hase auf Weltreise
- 2006 Felix 2 – Der Hase und die verflixte Zeitmaschine
- 2008 Der Mondbär – Das große Kinoabenteuer
- 2009 Prinzessin Lillifee
- 2009 Tiger Team – Der Berg der 1000 Drachen
- 2011 Prinzessin Lillifee und das kleine Einhorn
- 2014 Der kleine Medicus - Bodynauten auf geheimer Mission im Körper
- 2015 Ritter Trenk

### Series de televisión
- 1997 Loggerheads
- 2002 Briefe von Felix (1ª temporada)
- 2006 Briefe von Felix (2ª temporada)
- 2007 Der Mondbär (1ª temporada)
- 2009 Der Mondbär (2ª temporada)
- 2011 Der kleine Ritter Trenk (1ª temporada)
- 2012 Der kleine Ritter Trenk (2ª temporada)
- 2012 Prinzessin Lillifee[4]
- 2012 Die Wilden Kerle (1ª temporada)
- 2014 Die Wilden Kerle (2ª temporada)
- 2015 Wir Kinder aus dem Möwenweg (1ª temporada)